# Ela Klopić
Ela Klopić, född 21 augusti, 2001, är en volleybollspelare (vänsterspiker). 
Klopić spelar i Bosnien och Hercegovinas landslag och har med dem deltagit i EM 2021 och vunnit European Silver League 2021. På klubbnivå spelar hon  i OK Sloboda, vilket hon gjort hela sin karriär förutom 2020-2021, då hon spelade med ŽOK Igman Ilidža.